# Mette-Marit av Norge
Kronprinsessan Mette-Marit av Norge, född Mette-Marit Tjessem Høiby den 19 augusti 1973 i Slettheia, Vågsbygd, Kristiansand, Vest-Agder fylke, Norge, är sedan den 25 augusti 2001 gift med kronprins Haakon av Norge, då hon också blev kronprinsessa av Norge. 

## Biografi
Mette-Marit är dotter till den norska journalisten Sven O. Høiby och Marit Tjessem. Hon växte upp på det norska Sørlandet tillsammans med tre syskon. Som ung var hon aktiv inom volleyboll, både som spelare, domare och tränare.
Efter grundskolan gick hon på Oddernes gymnas. Efter ett års avbrott i studierna, då hon studerade vid Wangaratta High School i Australien, flyttade hon till Kristiansands katedralskola där hon tog examen från gymnasiet våren 1994. 13 januari 1997 fick hon sitt första barn Marius Borg Høiby tillsammans med Morten Borg.
1999 träffade hon kronprins Haakon på en konsert på Quart-festivalen i Kristiansand. Ett år senare flyttade de ihop och 1 december 2000 förlovade de sig. De gifte sig 25 augusti 2001 i Oslo domkyrka. Tillsammans har de barnen Ingrid Alexandra, född 2004, och Sverre Magnus, född 2005.
Mette-Marit lider av lungfibros, vilket hon talat öppet om sedan 2018.

## Barn
- Marius Borg Høiby, född 13 januari 1997 (med Morten Borg)
- Prinsessan Ingrid Alexandra, född 21 januari 2004 (med kronprins Haakon)
- Prins Sverre Magnus av Norge, född 3 december 2005 (med kronprins Haakon)

## Priser och utmärkelser
- Petter Dass-priset 2008